# 茹姓
茹姓是中文姓氏之一，在《百家姓》中排第331位。在现代是极罕见的姓氏。

## 起源
茹姓有多种来源：
1. 为如姓所改。有如姓者加“艹”而成茹姓。
2. 为柔然（又称蠕蠕）汉化后的姓氏。《通志·氏族略·外国大姓》载，蠕蠕入中国为茹氏。又云：“茹茹，其先蠕蠕类，为突厥所破，归中国。”
3. 出自杨姓。《周书》载，杨忠赐姓普六茹氏。其后代有支改为单姓茹。

## 郡望
- 河内郡：楚汉之争时置，今河南境内黄河北岸武陟县一带。
- 河南郡：汉高帝置，今河南洛阳一带。

## 延伸阅读
[在维基数据编辑]
 《欽定古今圖書集成·明倫彙編·氏族典·茹姓部》，出自陈梦雷《古今圖書集成》